# بلدي يا بلدي
بلدي يا بلدي هو اسم لأغنيتين مختلفتين. الأولى ألفها مرسي جميل عزيز، ولحنها كمال الطويل، وغناها عبد الحليم حافظ في عيد الثورة عام 1964. أما الأغنية الثانية فهي أغنية غناها محمد ثروت وهاني شاكر معاً بعد حوالي 20 سنة من غناء الأغنية الأولى
ولحنها الموسيقار جمال سلامه.

## الأغنية الأولى
- هذه الأغنية تعتبر حلقة من سلسلة من الأغاني التي غناها عبد الحليم عن ثورة يوليو 1952، إذ بدأ من ذلك العام بالترحيب بالثورة بنشيد العهد الجديد، وانطلق بعد ذلك في تأييد الثورة وشعارها الشهير «حرية..اشتراكية..وحدة». قد لا يُلام عبد الحليم على تغنيه بهذه الشعارات، إذ أن لكل إنسان الحق في التعبير عن رأيه، لكنه يُلام على ذكر رؤساء الدول في أغانيه، إذ أن فترات حكمهم محدودة مهما طالت، ناهيك عن اختلاف الشعوب حول النظر إليهم.
- في عام 1964 كلف عبد الحليم مرسي جميل عزيز تأليف الأغنية التي ينوي تقديمها في عيد الثورة، وكلف كمال الطويل بتلحينها.
- في يوم عيد الثورة كان مقرراً أن يغني عبد الحليم أغنيته بين أغنيتي أم كلثوم كل ليلة وكل يوم وعلى باب مصر، لكن تم تأخير فقرة عبد الحليم إلى نهاية الحفل، مما أغضب عبد الحليم فصرح أثناء أنه لا يعرف إذا كان اختتام حفل كهذا شرف أم مقلب، وأدي هذا إلى تدهور العلاقة بينه وبين أم كلثوم لفترة من الزمن، واختلف الناس بين تأييد الطرفين، وإن كان عبد الحليم صرح قبيل وفاته للصحفي حسن إمام عمر ندمه على سوء التفاهم هذا، وتمنى لو تمت معالجة الأمور بطريقة أفضل.

## الأغنية الثانية
على عكس أغنية عبد الحليم التي كانت التي عن نظام سياسي محدد، كانت هذه التي قدمها معاً هاني شاكر ومحمد ثروت تتحدث عن حب الوطن بشكل عام، ومن كلمات الأغنية أبيات تقول:
إن كان ع القلب مالوش غيرك...وإن كان ع الحب ما فيش غيرك
ده جناحي مرفرف في سماكي...والقلب تربى على خيـرك
بلدي يا بلدي